# Zvonice (Končice)
Zvonice v Končicích je hranolová dřevěná barokní zvonice situovaná v Končicích, které jsou částí obce Žiželice v okrese Kolín. V roce 1965 byla zapsána do Ústředního seznamu kulturních památek České republiky.

## Historie
Zvonice může pocházet z roku 1672, kdy je v Končicích dřevěná zvonice o čtvercovém půdorysu písemně doložena. Patřila ke kostelu svatého Stanislava, který zanikl při požáru roku 1726 a nebyl již obnoven. Jiné prameny ale uvádějí, že zvonice u kostela byla mohutnější a dnešní drobná zvonice vznikla nově až po zmiňovaném požáru. V roce 1798 byly dva větší zvony z původních tří z končické zvonice přeneseny do kostela svatého Prokopa v sousedních Žiželicích, kde požár dříve téhož roku kostelní zvony zcela zničil. Zvonice prošla rekonstrukcí v roce 1816 poté znovu na konci 20. století.
Od roku 1964 je zvonice chráněnou kulturní památkou.

## Architektura
Jedná se o malou hranolovou zvonici s vloženou vzpěradlovou konstrukcí (takový typ se často stavěl v 18. století jako náhrada zničených velkých zvonic). Je postavena na zděném základě, původním zdivem byla opuka, nově cihla. Zvonice je bedněná. Střecha je stanová, mansardová. Kovaný tepaný kříž umístěný na střeše nese letopočty 1672 (na dříku) a 1816 (na břevnu) – ten pochází z původního končického kostela svatého Stanislava.

## Zvon
Ve zvonici se dochoval jediný zvon, a to z roku 1576. Vytvořil jej Ondřej Kotek, zvonař z Kutné Hory. Zvon je na plášti zdoben reliéfem ukřižování (celkem 19 reliéfními postavami) a nápisem: TENTO ZWON VDIELAN GEST Z ROZKAZU YANA HLADIKA Z KONCZICZ, TOMASSE SKOCZLA, MATIEGE WOGTISKA Z PRZIBISSOWA / SKRZE WONDRZEGE / KOTKA KLABALA ZWONARZE / NA HORACH GUTNACH / LETHA 1576.